# Dehesa de Romanos
Dehesa de Romanos è un comune spagnolo di 47 abitanti situato nella comunità autonoma di Castiglia e León.